# حزب العمال الاشتراكي المجري
حزب العمال الاشتراكي المجري (بالمجرية: Magyar Szocialista Munkáspárt)‏ هو حزب سياسي مجري، أسس في 31 أكتوبر 1956، وحل في 7 أكتوبر 1989، يقع مقره في بودابست، أمينه العام هو يانوش كادار.

## أعضاء بارزون
- كود سباركل
- تحديث القائمة

- إيمري ناغ (1956 - 1956)
- جورج لوكاش
- يانوش كادار
- فيرينتس غورتشاني (1982 - 1989)
- جولا هورن (1956 - 1989)
- بيتر ماداشي
- Miklós Németh
- فيرينتس مونيش
- István Dobi
- Mátyás Szűrös (1956 - 1989)